# Chytriodiniales
Chytriodiniales es un orden de organismos unicelulares de la superclase Dinoflagellata, clase Dinophyceae.
- Datos: Q5768626
- Especies: Chytriodiniales